# William Rockefeller
William Avery Rockefeller Jr. (ur. 31 maja 1841, zm. 24 czerwca 1922) – amerykański finansista, współzałożyciel firmy Standard Oil Co. ze starszym bratem Johnem D. Rockefellerem. Był synem Williama Avery Rockefellera, Sr i Elizy (z domu Davison) Rockefeller.
Miał sześcioro dzieci:
- Lewisa Edwarda Rockefellera (1865–1866),
- Emme Rockefeller McAlpin (1868–1934),
- Williama Goodsella Rockefellera (1870–1922),
- Johna Davisona Rockefellera (1872–1877),
- Percy’ego Avery’ego Rockefellera (1878–1934),
- Geraldine Rockefeller Dodge (1882–1973).